# Jefrem (Jarinko)
Jefrem (světským jménem: Valentyn Olexandrovyč Jarinko; * 11. prosince 1978, Kostylivka) je ukrajinský duchovní Ukrajinské pravoslavné církve Moskevského patriarchátu a emeritní metropolita berďanský a prymorský.

## Život
Narodil se 11. prosince 1978 ve vesnici Kostylivka Zakarpatské oblasti.
Po střední škole nastoupil na Chustské duchovní učiliště. Dne 23. září 1997 byl postřižen na monacha se jménem Jefrem na počest svatého Efréma Syrského. Stal se monachem v Chustském monastýru.
Dne 2. listopadu 1997 jej biskup chustský a vynohradivský Mefodij (Petrovcij) rukopoložil na jerodiákona a 4. listopadu na jeromonacha.
Dne 21. prosince 2001 byl jmenován představeným monastýru Proměnění Páně v Tereble.
Dne 2. dubna 2006 byl povýšen na archimandritu.
Roku 2011 dokončil dálkové studium Kyjevské duchovní akademie. Od 11. května 2011 byl sekretářem chustské eparchie.
Dne 20. července 2012 jej Svatý synod Ukrajinské pravoslavné církve zvolil biskupem berďanským a prymorským. Dne 3. srpna byl oficiálně jmenován biskupem a 5. srpna proběhla jeho biskupská chirotonie. Hlavním světitelem byl metropolita kyjevský a celé Ukrajiny Volodymyr (Sabodan).
Dne 15. března 2013 se stal představeným monastýru svatého Amvrosia Optinského v Tokmaku.
Dne 17. srpna 2018 byl povýšen na arcibiskupa a 17. srpna 2022 na metropolitu.
Dne 16. května 2023 bylo Svatým synodem Ruské pravoslavné církve rozhodnuto o přijetí berďanské eparchie do jurisdikce Ruské pravoslavné církve s jmenováním biskupa Luky (Volčkova) jako správce eparchie. S tímto rozhodnutím nesouhlasil Svatý synod Ukrajinské pravoslavné církve který rozhodl, že metropolita Jefrem bude nadále řídit eparchii.